# The Theme from The Magnificent Seven and Other Favorites
The Theme from The Magnificent Seven and Other Favorites è un album discografico a nome Al Caiola and His Orchestra, pubblicato dalla casa discografica United Artists Records nel marzo del 1961.
Il singolo The Magnificent Seven (colonna sonora dell'omonimo film), raggiunse la trentacinquesima posizione della Chart The Hot 100 di Billboard.
L'album raccoglie (ad eccezione dell'hit The Magnificent Seven e del lato B Lonely Rebel, pubblicato in formato singolo nel settembre del 1960), brani già pubblicati nell'album Guitars, Guitars, Guitars (1960).

## Tracce
Lato A
1. The Magnificent Seven – 2:03 (Elmer Bernstein)
2. American Patrol – 3:23 (Jerry Gray)
3. 720 in the Books – 3:09 (Harold Adamson, Jr., Jan Savitt, Johnny Weston)
4. A String of Pearls – 2:48 (Edgar De Lange, Jerry Gray)
5. King Porter Stomp – 2:53 (Joseph F. Morton)
6. Intermission Riff – 2:40 (Ray Witzel)

Lato B
1. Lonely Rebel – 2:40 (Don Costa)
2. Begin the Beguine – 2:53 (Cole Porter)
3. Eager Beaver – 2:53 (Stanley Kenton)
4. 920 Special – 3:18 (Bill Engvick, Earle Warren)
5. Jumpin' at the Woodside – 2:52 (William Count Basie)
6. Goodbye – 2:48 (Gordon Jenkins)

## Musicisti
- Al Caiola - chitarra
- Tony Mottola - chitarra
- Al Casamenti - chitarra
- Don Arnone - chitarra
- Art Ryerson - chitarra
- Barry Galbraith - chitarra
- Moe Wechsler - pianoforte
- Jerry Bruno - contrabbasso
- Bobby Rosengarden - batteria

## Classifica
Singoli
| Anno | Titolo del brano      | Classifica             | Posizione raggiunta |
| ---- | --------------------- | ---------------------- | ------------------- |
| 1961 | The Magnificent Seven | Billboard Hot 100      | 35                  |
| 1961 | The Magnificent Seven | Hot R&B/Hip-Hop Songs  | 24                  |
| 1961 | The Magnificent Seven | Official Singles Chart | 34                  |